# Christian Ludwig Lenz
Christian Ludwig Lenz (auch Lentz; * 28. Dezember 1760 in Gera; † 17. Mai 1833 in Schnepfenthal) war ein deutscher Gymnasiallehrer und Klassischer Philologe.

## Leben
Lenz war der Sohn des Geraer Kaufmanns Friedrich Ludwig Lenz. Er absolvierte bis 1779 das Geraer Gymnasium, bevor er in diesem Jahr das Studium der Theologie und Philologie an der Universität Jena aufnahm. 1781 wechselte er an die Universität Leipzig, an der er bis 1784 sein Studium fortsetzte. In seiner Leipziger Zeit war er, um sein weiteres Studium zu finanzieren, Hauslehrer bei Christian Felix Weiße. 1784 folgte er einem Ruf Johann Bernhard Basedows an das Philanthropinum Dessau. Dort wirkte er bis 1787 als Aufseher und Lehrer der alten Sprachen. Anschließend war er Lehrer der alten Sprachen am Philanthropin Schnepfenthal unter Christian Gotthilf Salzmann, der 1788 sein Schwiegervater wurde.
Lenz folgte 1802 einem Ruf als Direktor des Gymnasiums von Nordhausen. Hier nahm er sich auch der Schulbibliothek an, baute diese aus und öffnete zudem den Schülern seine große Privatbibliothek. 1806 wurde er schließlich als Nachfolger von Karl August Böttiger Direktor des Gymnasiums von Weimar. Auch hier bemühte er sich um den Ausbau der erst 1800 eingerichteten Schulbibliothek. Sowohl in Nordhausen und Schnepfenthal als auch in Weimar förderte er die alten Sprachen. 1819 wurde er aufgrund eines Augenleidens in den Ruhestand versetzt. Diesen verbrachte er in Schnepfenthal. Rufe als Direktor an die Gymnasien von Meiningen, Erfurt und Königsberg in Preußen lehnte er ab.
Lenz hatte mit seiner Frau elf Kinder, darunter der Naturhistoriker Harald Othmar Lenz.

## Werke (Auswahl)
- Ueber das Fürstliche Erziehungs-Institut zu Dessau und besonders den gegenwärtigen Zustand desselben, 1787.
- Bemerkungen, auf Reisen in Dänemark, Schweden und Frankreich gemacht, 2 Bände, Ettinger, Gotha 1800–1801.
- Ueber Schulbibliotheken und Schulkabinette, Reinicke, Leipzig 1804.
- De gymnasiis frivolo seculi ingenio neutiquam accommodandis oratio, Weimar 1806.
- Bitte für die Bibliothek des Weimarischen Gymnasiums: Nebst einer Beyspielsammlung von Geschenken und Vermächtnissen an anderwärtige Schulbibliotheken, Glüsing, Weimar 1807.